# Chimarra segmentipennis
Chimarra segmentipennis är en nattsländeart som först beskrevs av Hwang 1957.  Chimarra segmentipennis ingår i släktet Chimarra och familjen stengömmenattsländor. Inga underarter finns listade i Catalogue of Life.